# Chengxiang (köping i Kina, Guizhou)
Chengxiang (kinesiska: 城厢, 城厢镇) är en köping i Kina. Den ligger i provinsen Guizhou, i den sydvästra delen av landet, omkring 87 kilometer öster om provinshuvudstaden Guiyang. Antalet invånare är 14909. Befolkningen består av 7 080 kvinnor och 7 829 män. Barn under 15 år utgör 19,0 %, vuxna 15-64 år 71 %, och äldre över 65 år 8,0 %.